# Tarte au chocolat
La tarte au chocolat est un dessert ou une collation composés de chocolat noir, de crème et d'œufs, battus ensemble, versés dans une enveloppe de pâte sucrée et croustillante et cuits jusqu'à ce qu'ils soient fermes. Il est considéré comme une forme de tarte à la crème car il comprend une garniture à base d'œufs. La composition de ce plat est similaire à celle de la mousse au chocolat, mais la cuisson au four donne à la tarte au chocolat une texture plus ferme.
Il existe de nombreuses variantes, et est considéré comme un dessert gastronomique. Un livre du début du XIXe siècle destiné aux « familles nombreuses » présentait une recette de tarte au chocolat comprenant de la cannelle et des zestes de citron, tirée d'un livre de 1770.
En Australie, la tarte au chocolat a attiré l'attention nationale après avoir été présentée dans la première série de MasterChef Australia en 2009. Par la suite, qualifié de « dessert le plus célèbre d'Australie », la recette de la tarte au chocolat est devenue l'un des facteurs décisifs pour déterminer le gagnant de la finale de la série, bien que la recette ait été simplifiée par rapport à l'original pour l'émission,. Le dessert a également été présenté dans la série télévisée britannique The Naked Chef, dans laquelle Jamie Oliver a cuisiné une tarte au chocolat pour un repas romantique avec sa petite amie (et future épouse). 